# Croxton (Cambridgeshire)
Pour les articles homonymes, voir Croxton.
Croxton est une paroisse civile et un village du Cambridgeshire, en Angleterre.